# Felicjan Szopski
Felicjan Szopski (Krzeszowice (voivodat de la Petita Polònia), 5 de juny, 1865 - Varsòvia, 28 de setembre, 1939), fou un compositor, pianista, professor i crític musical polonès.

## Biografia
Va néixer a la família de Ludwik Samuel (mort el 1888) i Wiktoria, de soltera Karnkowski (1824–1912).
Va estudiar música amb Władysław Żeleński a Cracòvia (autor d'una monografia sobre ell, publicada el 1928), Zygmunt Noskowski a Varsòvia, Heinrich Urban a Berlín i Hugo Riemann a Leipzig.  Va ser professor d'escoles superiors de música a Varsòvia i Cracòvia (entre els seus alumnes hi havia Kazimierz Sikorski i Bolesław Woytowicz).
Autor de peces per a piano (Bagatel·les), cançons per a veu i piano, peces corals (inclòs el popular lema del Cor Acadèmic de Cracòvia de la Universitat Jagellònica - Voleu, cançons, en la distància), Preludi Simfònic, òpera en tres actes Lilie (llibret juntament amb Henryk Zbierzchowski basat en les balades d'Adam Mickiewicz, representada a Varsòvia el 1916), òpera Eros i Psyche basada en el drama de Jerzy Żuławski (1915, partitura perduda) i arranjaments de cançons populars de la regió de Cracòvia.
Empleat de l'administració estatal (1918–1929), cap del Departament de Música del Ministeri d'Art i Cultura el 1919, cap del departament d'estètica del "Kwartalnik Muzyczny", el 1925 cap del departament del Ministeri de Confessions Religioses i Il·lustració Pública. El 1934 va rebre el premi de música de la capital, Varsòvia.
Va morir d'un atac de cor el dia de la capitulació de Varsòvia, el 28 de setembre de 1939. Està enterrat al cementiri reformat del carrer Żytnia de Varsòvia (secció W-2-12).

## Ordres i condecoracions
- Creu d'Oficial de l'Orde Polònia Restituta (7 de novembre de 1925)[9]